# Ursoaia, Storojineț
Ursoaia (în ucraineană Урсоя, transliterat Ursoia) este un sat în raionul Storojineț din regiunea Cernăuți (Ucraina), depinzând administrativ de comuna Camena. Are 309 locuitori, preponderent români.
Satul este situat la o altitudine de 393 metri, în partea de centru a raionului Storojineț.

## Istorie
Localitatea Ursoaia făcut parte încă de la înființare din regiunea istorică Bucovina a Principatului Moldovei. 
După anexarea Bucovinei de către Imperiul Habsburgic în anul 1775, localitatea Ursoaia a făcut parte din Ducatul Bucovinei, guvernat de către austrieci. După Unirea Bucovinei cu România la 28 noiembrie 1918, satul Ursoaia a făcut parte din componența României, în Plasa Flondoreni a județului Storojineț. 
Ca urmare a Pactului Ribbentrop-Molotov (1939), Bucovina de Nord a fost anexată de către URSS la 28 iunie 1940, reintrând în componența României în perioada 1941-1944. Bucovina de Nord a fost reocupată de către URSS în anul 1944 și integrată în componența RSS Ucrainene. 
Începând din anul 1991, satul Ursoaia face parte din raionul Storojineț al regiunii Cernăuți din cadrul Ucrainei independente. Conform recensământului din 1989, numărul locuitorilor care s-au declarat români plus moldoveni era de 1.561 (1.548+13), adică 98,29% din populația localității. În sat, mai locuiau 24 ucraineni, 2 ruși și unul de altă etnie . În prezent, satul are 309 locuitori, preponderent români.

## Demografie
Componența lingvistică a localității Ursoaia
     Română (98,04%)
     Ucraineană (1,11%)
     Alte limbi (0,85%)
Conform recensământului din 2001, majoritatea populației localității Ursoaia era vorbitoare de română (98,04%), existând în minoritate și vorbitori de ucraineană (1,11%).
1989: 1.588 (recensământ)
2007: 309 (estimare)